# 索菲娅·马里赫
索菲娅·艾·马里赫（阿拉伯语：‎，羅馬化：Sofia El Marikh，1982年10月5日—）是一位摩洛哥女歌手和艺人。

## 生平
马里赫生于达尔贝达，并在那里读完小学和中学。

### 演藝生涯
马里赫15岁時参演了法国动作电影《Soleil》，此外她参加了中东地区的选秀节目“明星学院”而获得关注。目前並有专辑《Kelmet Hobb》发行。